# جولیانا ولاسکوئز
جولیانا ولاسکوئز (انگلیسی: Juliana Velasquez؛ زادهٔ ۱۹ اکتبر ۱۹۸۶) ورزشکار هنرهای رزمی ترکیبی و جودوکار اهل برزیل است. وی از سال ۲۰۱۴ میلادی تاکنون مشغول فعالیت بوده‌است.